# Chamyna homalogramma
Chamyna homalogramma là một loài bướm đêm trong họ Erebidae.